# Municipio de Harrison (condado de Adair)
El municipio de Harrison (en inglés: Harrison Township) es un municipio ubicado en el condado de Adair en el estado estadounidense de Iowa. En el año 2000 el municipio tenía una población de 171 habitantes y una densidad poblacional de 1,8 personas por km².

## Geografía
El municipio de Harrison se encuentra ubicado en las coordenadas 41°22′29″N 94°17′53″O / 41.37472, -94.29806..